# Klein Neundorf
Klein Neundorf ist ein Waldhufendorf mit Gutsblöcken und seit 1999 ein Görlitzer Ortsteil. Er befindet sich südwestlich der Stadt und südlich des Görlitzer Hausbergs, der Landeskrone. 

## Geschichte

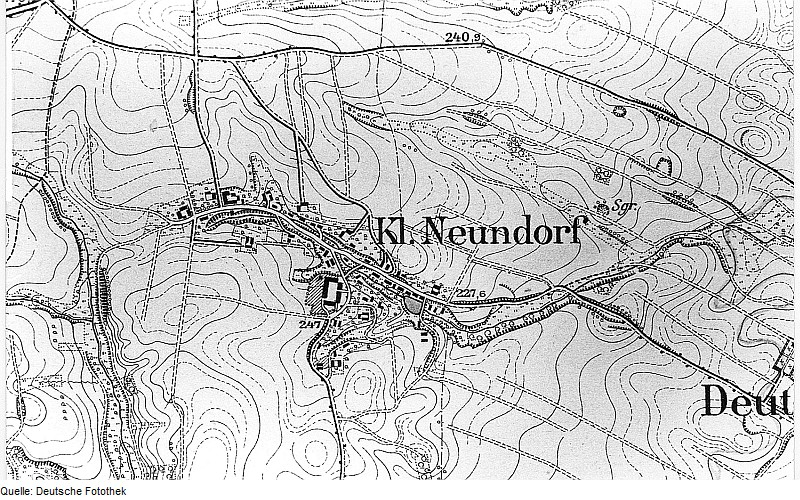
Klein Neundorf 1886

Klein Neundorf wurde um 1330 erstmals urkundlich als Nuendorf erwähnt. 
Der Ortsteil bildete ab 1. Januar 1974 eine Gemeinde mit Deutsch-Ossig. In den 1980er Jahren wurden die Bewohner von Deutsch Ossig auf Grund der Erweiterung des Berzdorfer Tagebaus und der damit verbundenen Abbaggerung ihres Dorfes in eine Siedlung am Rand von Kunnerwitz umgesiedelt. Im Jahr 1994 wurde Klein Neundorf als Gemeindeteil Kunnerwitz zugeordnet. Am 1. Januar 1999 wurde Kunnerwitz mit Klein Neundorf zur Stadt Görlitz eingemeindet. Seit Anfang 2013 befindet sich der Ortsteil direkt am Berzdorfer See.

## Persönlichkeiten
- Freimut Seidel (* 31. Januar 1934), DDR-Diplomat